# Kokuryō Tsunerō
Kokuryō Tsunerō (japanisch 國領 經郎; geboren 12. Oktober 1919 in Yokohama (Präfektur Kanagawa); gestorben 13. März 1999) war ein japanischer Maler im Yōga-Stil.

## Leben und Wirken
Kokuryō Tsunerō machte 1941 seinen Abschluss in der Abteilung für Westliche Malerei an der „Tōkyō bijutsu gakkō“ (東京美術学校), einer der Vorläufereinrichtungen der heutigen Universität der Künste Tokio.
Kokuryō war als Kunstlehrer an der Mittelschule von Kashiwazaki und an anderen Orten beschäftigt. 1960 wurde er stellvertretender Leiter des Nationalen Verbandes für die Kunsterziehung (全国中学校美術教育連盟), 1963 Leiter des Lehrerverbandes von Tokio (東京都教育委員会). 1968 wurde er Assistenzprofessor an der
Staatlichen Universität Yokohama und wirkte dort von 1972 bis 1985 als Professor. Er war Mitglied der JAkademie der Künste.
1947 wurde Kokuryō mit dem Bild „Joi-san“ (女医さん) – „Frau Doktor“ zum ersten Mal zur „Inten“ zugelassen. 1955 erhielte seine Werke „Unga“ (運河) – „Kanal“ und 1969 sein „Sajō no fūkei“ (砂上の風景) – „Landschaft über dem Sand“ eine besonderen Auszeichnung.
Anfangs bildete Kokuryō Menschen und Stadtbilder ihm Stil des Pointillismus ab, aber ab etwa den 1970er Jahren stellte er junge Menschen an Sandstränden und Wüsten dar. Diese Gemälde zeigen als „Sandserie“ in einem nahezu surrealistisch gestalteten Raum Einsamkeit und Unsicherheit des modernen Menschen. Manchmal sind schwarz gekleidete Frauen zu sehen, auch in größeren Gruppen.
Kokuryō wurden u. a. mit folgenden Preisen geehrt:
- 1955 „Kōfū-Preis“ (光風賞) für „Hikōjō fūkei“ (飛行場風景) – „Landschaft am Flugplatz“,
- 1983 2. „Miyamoto-Saburō-Gedächtnispreis“ (宮本三郎記念賞[A 2]) für „Wadachi“ (轍) – „Wagenspur“,
- 1986 18. Preis des Ministerpräsidenten (日展内閣総理大臣賞) für „Aru seijaku no gogo“ (ある静寂の午後) – „Ein stiller Nachmittag“,
- 1991 47. 日本芸術院賞(第47回)〔平成3年〕für „Ko“ (呼) – „Ruf“.